# Porträtt av Kristian II, kung av Danmark
Porträtt av Kristian II, kung av Danmark (tyska: Bildnis Christian II, König von Dänemark) är en oljemålning av den tyske renässanskonstnären Lucas Cranach den äldre. Den målades cirka 1523 och finns i fyra versioner; en är utställd på Sønderborg slott i Danmark och en annan på Museum der bildenden Künste i Leipzig. Ytterligare två versioner ingår i samlingarna på Versailles utanför Paris.
Kristian II avbildas i halvfigur mot en blå bakgrund. Han är klädd i en pälsrock och en svart basker. Gyllene skinnets ordenstecken hänger på ett band runt halsen. I handen håller han en vit näsduk och på vänster tumme har han en guldring. Kristian II var den siste unionskungen, känd för Stockholms blodbad 1520. Efter att ha avsatts som dansk kung 1523 bodde han i Wittenberg där han umgicks med såväl Cranach som Martin Luther.
Leipzigmålningen är signerad med Cranachs bevingade drake strax ovanför kungens högra axeln. Ett tredje porträtt, något avvikande i stilen men samtida, ingår i samlingarna på Germanisches Nationalmuseum i Nürnberg. Även den är signerad i bildens vänsterkant. Därutöver avbildas Danmarks riksvapen där också tre kronor ingår. Sønderborgsmålningen är varken signerad eller daterad.   

## Relaterat

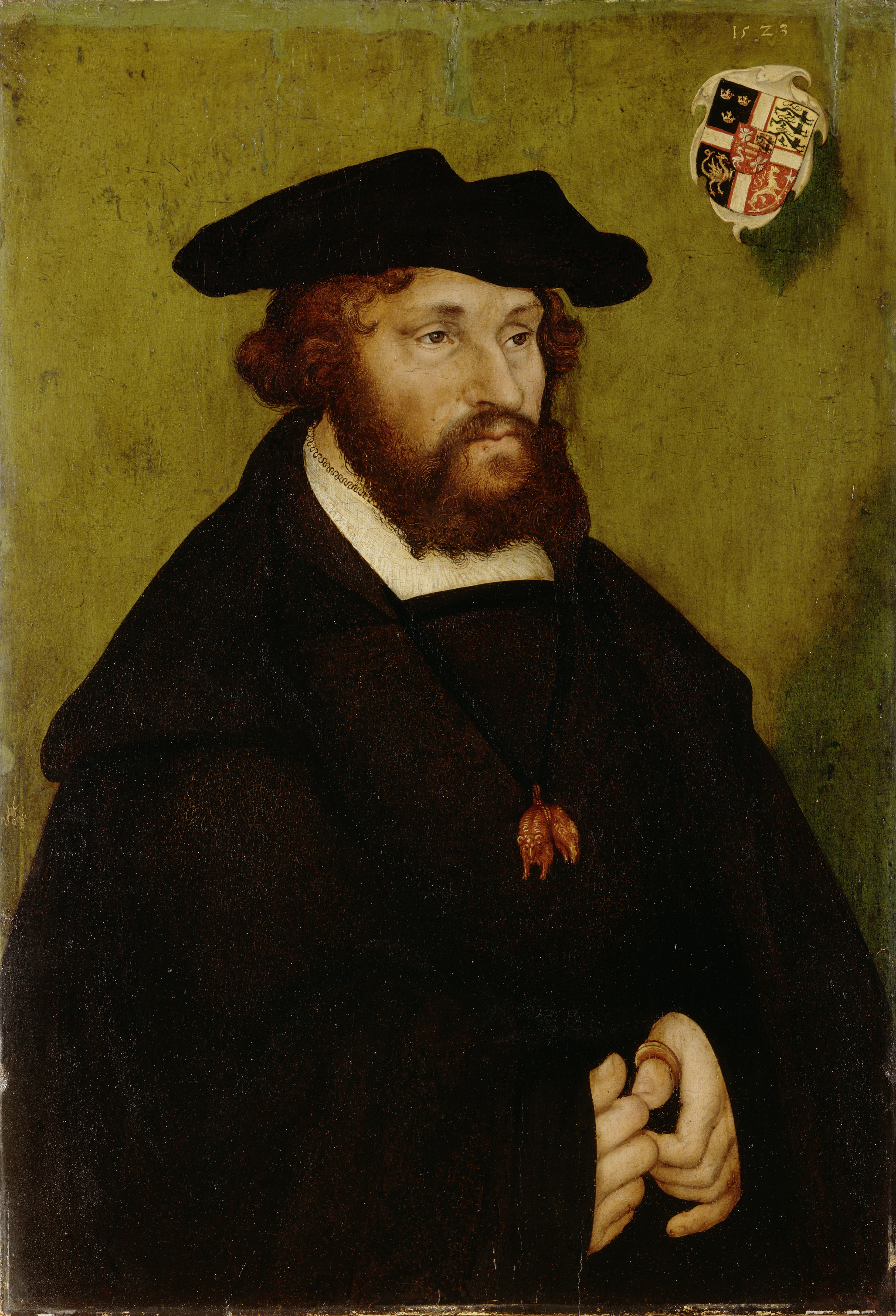
Versionen på Germanisches Nationalmuseum daterad 1523. Olja på lindpannå. 55,2 x 38 cm.